# Anselmo Alliegro
Anselmo Alliegro (1899. – 1961.) je bio predsjednik Kube 1959. godine. 
Kada je vijest o pobjedi gerilaca Fidela Castra nad regularnom vojskom Kube u desetodnevnoj bitci Yaguajaya stigla u Havanu 31. prosinca 1959. godine tamošnji diktator Fulgencio Batista se odlučio na bjeg prepuštajući državnu kontrolu u ruke Anselma Alliegra koji je tako postao predsjednik 1. siječnja 1959. godine u potpunom rasulu središnje vlasti. Smatrajući da je sve izgubljeno novi predsjednik se odmah odlučio na ustavno odustajanje od vlasti prepuštajući predsjedništvo najstarijem sucu ustavnog suda Carlos Piedri.
| Prethodnik:       | Predsjednik Kube | Nasljednik:          |
| Fulgencio Batista | Predsjednik Kube | Carlos Manuel Piedra |